# Lotte Thor Høgsberg
Lotte Thor Høgsberg (født 29. december 1970) er en dansk journalist, der var studieværtinde på DR Update.
Lotte Thor Høgsberg er bachelor i dansk og kommunikation og efterfølgende uddannet journalist i London. Fra 1992–1994 og igen 2002–2006 har hun været tilknyttet TV3's sportsredaktion og bl.a. været vært på Superliga-programmet Onside. Hun var tilknyttet Kanal 2 1997–2002 og TV 2/Sporten 2002–2006. Siden lanceringen i 2007 var hun studieværtinde på DR's internetbaserede nyhedskanal DR Update.